# The Assassination of Jesse James by the Coward Robert Ford
The Assassination of Jesse James by the Coward Robert Ford (bra: O Assassinato de Jesse James pelo Covarde Robert Ford; prt: O Assassínio de Jesse James pelo Cobarde Robert Ford) é um filme estadunidense de 2007, do gênero faroeste, dirigido por Andrew Dominik.
Foi filmado nas cidades de Calgary, Winnipeg e Edmonton. Brad Pitt, Ridley Scott e Jules Daly são os produtores.
O roteiro foi baseado no romance do mesmo nome de Ron Hansen, muito popular e aclamado pela crítica, e revela a vida privada e pública de Jesse James, o mais conhecido fora-da-lei americano.
Apesar do fracasso nas bilheterias, o filme foi bem recebido com elogios ao elenco, direção, fotografia, trilha sonora e design de produção. Foi selecionado pelo National Board of Review como um dos dez melhores filmes de 2007.

## Enredo
Jesse James planeja seu próximo grande roubo, e está em guerra com os seus inimigos, que tentam capturá-lo para ficarem com a recompensa e a glória. Mas o grande perigo para a sua vida pode vir daqueles em quem mais confia.
Robert Ford (Casey Affleck) procura Jesse James (Brad Pitt), quando a quadrilha James está planejando um assalto a trem em Blue Cut, Missouri, fazendo, tentativas frustradas insignificantes para se juntar a turma com a ajuda de seu irmão Charley (Sam Rockwell), já um membro da gangue James. O trem acaba por estar transportando apenas uma fração do dinheiro que se pensava inicialmente, e Frank James (Sam Shepard) informa Charley Ford que o roubo seria o último dos irmãos James iria cometer, e que a quadrilha tinha "desistiu de sua nightridin ' para o bem. " Jesse volta para casa para Kansas City, trazendo os Fords, Dick Liddil (Paul Schneider) e seu primo, Woods Hite (Jeremy Renner). Jesse envia Charley, Wood e Dick distância, mas insiste que Bob ficar, levando a crer Bob Jesse deu um brilho a ele. Verifica-se que Jesse apenas necessário Bob para ficar para ajudá-lo movendo a mobília de um novo lar. Jesse, então, permite-lhe para ficar com a família James por alguns dias extras. Bob passa estes dias obcecado com Jesse, antes de ser mandado embora para voltar à fazenda de sua irmã e voltar Wood, Dick e Charley.
Dick Liddil revela para Bob que ele está em conluio com outro membro da gangue James, Jim Cummins , para capturar Jesse para uma substancial recompensa . Enquanto isso, Jesse visita outro membro da gangue, Ed Miller (Garret Dillahunt), que inadvertidamente dá afastado informações sobre enredo da Cummins. Jesse mata Miller, em seguida, sai com Dick Liddil para caçar Jim Cummins. Não foi possível localizar Jim, Jesse violentamente bate Albert Ford (Jesse Frechette), um jovem primo de Bob e Charley. Dick retorna à fazenda dos Bolton, e está envolvido em uma disputa com a Madeira Hite, terminando na morte de madeira nas mãos de Robert Ford. O corpo de Hite é despejado na mata, em um esforço para esconder isso de Jesse.
Jesse e Charley Ford viajar para St. Joseph, Missouri , e Jesse aprende do desaparecimento de Wood, que Charley nega saber qualquer coisa sobre. Enquanto isso, Bob se aproxima de Kansas City comissário de polícia , Henry Craig ( Michael Parks ), revelando que ele tem informações sobre o paradeiro de Jesse James. Para provar sua lealdade com a gangue James, Bob insiste Craig prender Dick Liddil. Após a prisão de Dick, e confissão posterior ao seu envolvimento em vários roubos de gangues James, Bob corretores um acordo com o governador do Missouri , Thomas T. Crittenden ( James Carville ), em que ele é dado 10 dias para capturar ou matar Jesse James.
Depois de ser persuadido por Charley, Jesse concorda em levar Bob para o bando, e os irmãos Ford viajam para a casa de Jesse, em São José, para ficar com ele, sua esposa Zee (Mary-Louise Parker) e seus dois filhos. Jesse planeja inúmeros roubos com os Fords, começando com o Platte City banco. Na manhã de 3 de Abril de 1882, Jesse e o irmãos Ford preparam para partir para o assalto Platte City. Depois de ler o jornal da manhã, Jesse aprende da prisão e confissões de Dick Liddil. Os Fords desculpar-se para a sala, e colocar em seus coldres de armas. Jesse remove o seu próprio cinto de arma, para que ele não olhar desconfiado para os vizinhos, e sobe numa cadeira para limpar uma imagem empoeirada. Robert Ford atira em Jesse James na parte de trás da cabeça, e os irmãos Ford fugir da casa James, o envio de um telegrama ao governador para anunciar a morte de Jesse, para o qual eles recebem US $ 10.000.
Após o assassinato, os Fords tornaram-se celebridades montando um espectáculo de teatro em Manhattan, reencenando o assassinato com Bob interpretando a si mesmo, e Charley como Jesse James. Assolado pela culpa, Charley escreve inúmeras cartas a Zee James, pedindo-lhe perdão, mas não envia nenhuma delas. Oprimido com o desespero, Charles Ford comete suicídio maio 1884. Em 8 de junho de 1892, Bob é procurado e assassinada por um homem chamado Edward O'Kelley (Michael Copeman), enquanto trabalhava como saloonkeeper em Creede, Colorado . Apesar O'Kelley ser condenada a cumprir uma pena de prisão perpétua, o governador Colorado James Bradley Orman perdoou em 1902.

## Elenco
| Ator               | Papel                    |
| ------------------ | ------------------------ |
| Brad Pitt          | Jesse James              |
| Casey Affleck      | Robert Ford              |
| Mary-Louise Parker | Zerelda Mimms            |
| Sam Shepard        | Frank James              |
| Sam Rockwell       | Charley Ford             |
| Zooey Deschanel    | Dorothy Evans            |
| Ted Levine         | Sheriff James Timberlake |
| Jeremy Renner      | Wood Hite                |
| Jesse Frechette    | Albert Ford              |

## Principais prêmios e indicações
Oscar 2008 (EUA)
- Indicado nas categorias de melhor ator coadjuvante (Casey Affleck) e melhor fotografia.

Globo de Ouro 2008 (EUA)
- Indicado na categoria de melhor ator coadjuvante (Casey Affleck).

Festival de Veneza 2007 (Itália)
- Ganhou a Copa Volpi de melhor ator (Brad Pitt).